# أحمد فوزي (لاعب كرة قدم مواليد 1993)
أحمد فوزي عبد اللطيف لاعب كرة قدم مصري ، ويلعب في مركز الجناح الأيمن.
وقد انتقل لمصر للمقاصة في 13 أغسطس 2015 قادمًا من نادي النصر لمدة موسمين ؛ نظرًا لما قدمه من موسم جيد مع فريق النصر رغم هبوطه وبعدها وقع مع نادي بتروجيت و في عام 2019 وقع مع نادي السد السعودي .